# NGC 1796
NGC 1796 is een balkspiraalstelsel in het sterrenbeeld Goudvis. Het hemelobject werd op 26 december 1834 ontdekt door de Britse astronoom John Herschel. Het hemelobject ligt in de buurt van NGC 1796A, NGC 1796B-1 en NGC 1796B-2.

## Synoniemen
- ESO 119-30
- AM 0507-611
- IRAS05021-6112
- PGC 16617